# علي هوغ
علي هوغ (بالإنجليزية: Ali Hogg)‏ هي ناشطة حقوق إل جي بي تي أسترالية، ولدت في 17 يونيو 1980 في ملبورن في أستراليا.